# تيكس كارلتون
تيكس كارلتون (بالإنجليزية: Tex Carleton)‏ هو لاعب كرة قاعدة أمريكي، ولد في 19 أغسطس 1906 في كومانش في الولايات المتحدة، وتوفي في 11 يناير 1977 في فورت وورث في الولايات المتحدة.

## وصلات خارجية
- تيكس كارلتون على موقع دوري كرة القاعدة الرئيسي (الإنجليزية)
- تيكس كارلتون على موقعبيزبول رفرنس.كوم (الدوري الرئيسي) (الإنجليزية)
- تيكس كارلتون على موقعبيزبول رفرنس.كوم (الدوري الثانوي) (الإنجليزية)
- تيكس كارلتون على موقع جمعية أبحاث البيسبول الأمريكية (الإنجليزية)